# Ion G. Duca
Ion G. Duca (Piteşti, 20 de diciembre de 1879-Sinaia, 30 de diciembre de 1933) fue un político rumano, primer ministro del país en el invierno de 1933. Murió asesinado por sus esfuerzos para oponerse al crecimiento del fascismo, representado por la Guardia de Hierro.

## Comienzos
Nacido en  Bucarest, fue diputado del Partido Nacional Liberal desde 1907 y entró en el Gobierno en 1914, como ministro de Educación, hasta 1918.
Formó parte del grupo de profesores, médicos, soldados y otros profesionales que introdujeron el escultismo en Rumanía.
Fue ministro de Agricultura entre 1919 y 1920. Nombrado ministro de Asuntos Exteriores en 1922, se mostró como un decidido partidario de la  Pequeña Entente, formada por Rumanía, Checoslovaquia y Yugoslavia para oponerse a los planes revisionistas de Hungría (Hungría reclamaba la devolución de  Transilvania, que Rumanía había recibido tras la guerra mundial) y a la restauración de los Habsburgo. En 1927 pasó a la cartera de Interior.

## Contra la guardia de hierro: gobierno y asesinato
En noviembre de 1933, el rey le encargó formar un Gobierno que debía durar hasta las elecciones de diciembre. Se trató del último gobierno del PNL, muy debilitado: la oligarquía liberal había perdido el control de muchos negocios y del funcionariado. Durante los cinco años que acababan de pasar alejados del gobierno habían muerto sus caudillos históricos y los liberales se hallaban divididos en dos fracciones, los partidarios de la antigua línea del partido y los nuevos cuadros, entre los que, por primera vez, cobró protagonismo la pequeña burguesía. En esta última corriente se encontraba Duca, que parecía el único político capaz de aglutinar a ambas secciones.
Duca, que veía junto a sus compañeros de partido con preocupación el crecimiento de la Guardia como partido de masas rival, potencial peligro para el sistema parlamentario rumano y para la imagen internacional del país, había viajado en el verano a París y asegurado al Gobierno francés su intención a acabar con ellos si llegaba al poder, declaraciones que la oposición utilizó para acusarle de estar al servicio de los franceses. La campaña electoral fue violenta y los legionarios se esforzaron en cubrir todo el país. El Gobierno impuso la censura y el estado de sitio y hubo choques entre los legionarios y la policía.
Diez días antes de las elecciones, Duca decidió ilegalizar a la Guardia de Hierro (10 de diciembre de 1933), ante el temor de que se produjesen disturbios en la campaña electoral. El rey, reacio a enfrentarse directamente a la Guardia, se negó a firmar un decreto real que proclamase su prohibición, que hubo de hacerse simplemente por decisión del Consejo de Ministros. Durante su disolución, se produjeron altercados en los que murieron varios legionarios y cientos fueron arrestados. Otros partidos ultraderechistas, como la LANC, pudieron presentarse a las elecciones sin más problemas que el resto de partidos.
Poco después (29 de diciembre de 1933), nueve días después de lograr la victoria en las elecciones con el 51 % de los votos, murió asesinado a tiros en el andén de la estación de Sinaia a manos de Nicolae Constantinescu, un partidario de los fascistas, y otros dos pistoleros, cuando volvía de una audiencia con el rey. Tras su muerte, los sucesivos Gobiernos liberales mantuvieron la ley marcial impuesta por su asesinato.
Duca escribió unas profusas memorias sobre sus experiencias como ministro durante la guerra.